# Stenoxia cybele
Stenoxia cybele är en fjärilsart som beskrevs av William Schaus 1914. Stenoxia cybele ingår i släktet Stenoxia och familjen nattflyn. Inga underarter finns listade i Catalogue of Life.